# Pixie Williams
Pixie Williams (Mohaka, Nueva Zelanda, 12 de julio de 1928 – Upper Hutt, Nueva Zelanda, 2 de agosto de 2013), también conocida como Pixie Costello, fue una cantante neozelandesa. 
Era conocida por la canción Blue Smoke, que grabó en 1949, y que alcanzó el número uno en las listas de su país y se mantuvo en esa posición durante seis semanas. Williams falleció mientras dormía en un hospital de Upper Hutt, el 2 de agosto de 2013. Las causas de su fallecimiento fueron la demencia, la diabetes y el párkinson, los cuales había sufrido durante años.

## Blue Smoke
Blue Smoke fue escrita por Rangi Ruru Wananga Karaitiana, y fue la primera canción en ser procesada y grabada completamente en Nueva Zelanda. Alcanzó el puesto número uno en las listas de ese país y se mantuvo en él durante seis semanas enteras. Además, se vendieron un total de aproximadamente 50 000 copias. En 2011, la Recording Industry Association of New Zealand le entregó a Williams el triple platino por Blue Smoke y el platino por el sencillo Let's Talk It Over.